# Aporomyces subulatus
Aporomyces subulatus är en svampart som beskrevs av Thaxt. 1931. Aporomyces subulatus ingår i släktet Aporomyces och familjen Laboulbeniaceae.   Inga underarter finns listade i Catalogue of Life.